# Mae Busch
Mae Busch (Melbourne (Australië, 18 juni 1891 - San Fernando Valley (California),  19 april 1946) was een Australische actrice.
Busch kwam uit een muzikale familie en begon haar carrière in de vaudeville. Haar eerste optreden in een film was in 1912. Busch' filmcarrière ging niet snel. Pas vanaf de jaren 20 begon ze hoofdrollen in films te spelen. Haar meest memorabele optredens zijn die in de Laurel en Hardy-films.
Eind 1945 werd Busch ernstig ziek. Ze stierf op 19 april 1946. Ze speelde tot haar dood op 54-jarige leeftijd in films.

## Filmografie (selectie)
- 1922 Foolish Wives
- 1923 Souls for Sale
- 1925 The Unholy Three
- 1927 Love 'Em and Weep
- 1928 West of Zanzibar
- 1929 Alibi
- 1929 Unaccustomed As We Are
- 1931 Chickens Come Home
- 1931 Fly My Kite (Our Gang film)
- 1932 The Purchase Price
- 1932 Doctor X
- 1932 Their First Mistake
- 1933 Sons of the Desert
- 1934 Oliver the Eighth
- 1934 Going Bye-Bye!
- 1934 The Live Ghost
- 1935 Tit for Tat
- 1935 The Fixer Uppers
- 1936 The Bohemian Girl
- 1938 The Big Broadcast of 1938
- 1938 Marie Antoinette
- 1941 Ziegfeld Girl
- 1942 The Mad Monster
- 1945 The Stork Club
- 1946 The Blue Dahlia

- Bibsys: 99018167
- Biblioteca Nacional de España: XX1513974
- Bibliothèque nationale de France: cb14160467h (data)
- Gemeinsame Normdatei: 1118897862
- International Standard Name Identifier: 0000 0000 6308 3625
- Library of Congress Control Number: n88132359
- Nationale bibliotheek van Australië: 35224668
- SNAC: w62s84zm
- Système universitaire de documentation: 137181167
- Virtual International Authority File: 1563047
- WorldCat: E39PBJcgBr73hjftcCXYHTrXh3